# 卡尚山
9°33′26″S 77°21′20″W / 9.55722°S 77.35556°W

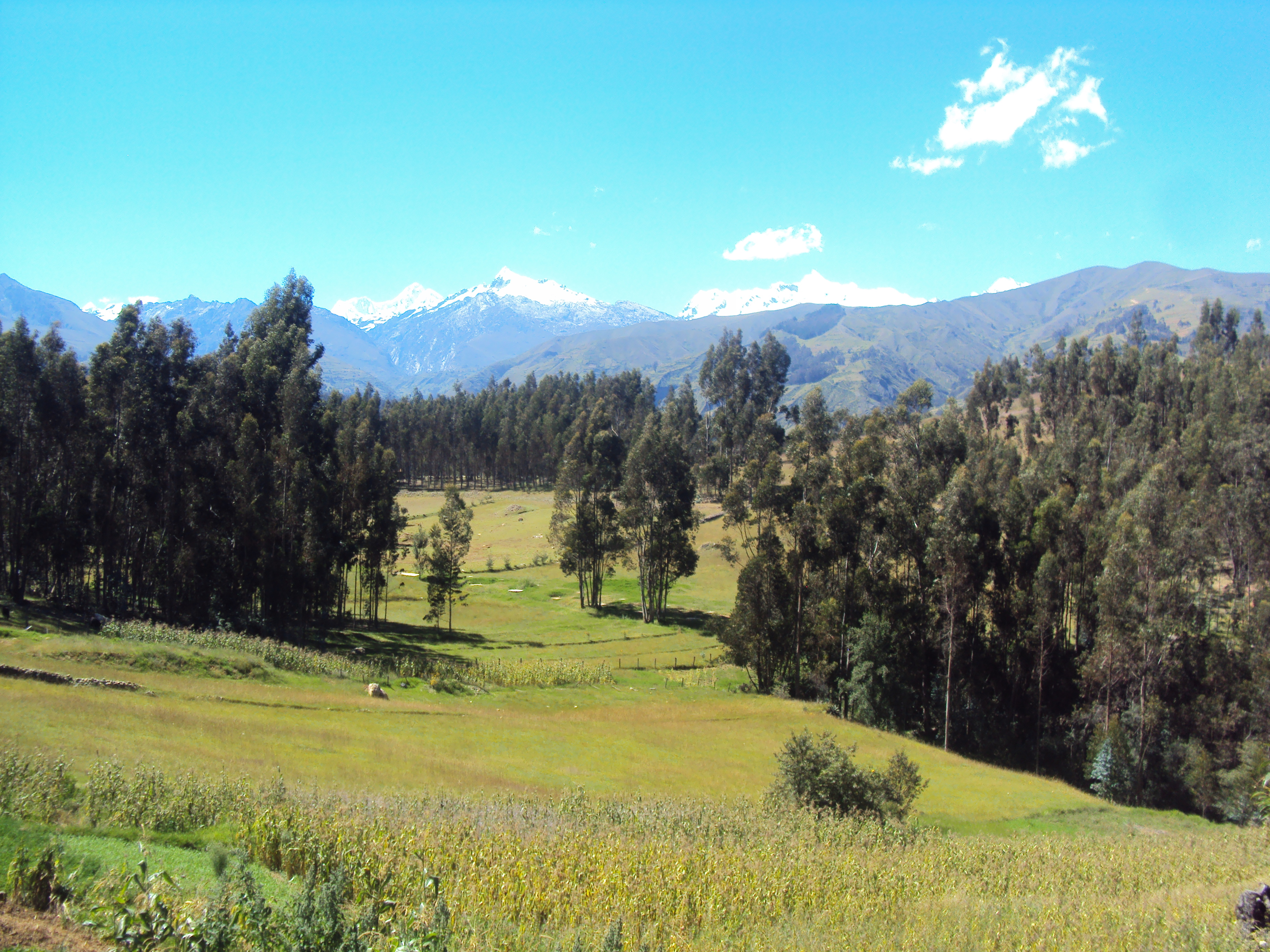

卡尚山（西班牙語：Cashan），是秘魯的山峰，位於安卡什大區，處於瓦拉斯東南面、萬特桑山西南面、烏爾瓦什拉胡山以西和沙克沙山東北面，屬於安第斯山脈中布蘭卡山脈的一部分，海拔高度5,716米。